# Кючюксу (река)
Кючюксу (тур. Küçüksu Deresi) — река в Турции. Впадает в пролив Босфор у махалле Енимахалле на территории района Бейкоз провинции Стамбул, у летнего дворца Кючюксу, южнее устья реки Гёксу.

## Пресные воды Азии
Устье рек Гёксу и Кючюксу было известно в византийское время как Потамион (греч. Ποτάμιον), а позднее среди европейцев как Пресные (сладкие) воды Азии (фр. Les eaux douces d'Asie). Пресные воды Азии как и Сладкие (пресные) воды Европы (фр. Les eaux douces d'Europe, устье рек Кягытхане и Алибей, а также северная часть бухты Золотой Рог) являлись в османскую эпоху излюбленным местом стамбульцев для гуляний.
Жерар де Нерваль так описывает Сладкие воды Азии:

Наша лодка вошла в реку Сладких вод. Высокие травы, из которых изредка вылетали болотные птицы, покрывали всё устье реки, напоминавшй мне нижнее течение Нила, там, где он впадает в озеро Пелузиум (Манзала), близ моря. Но природа здесь спокойнее; больше зелени, словно великолепие дельты Нила было переведено на язык Севера, утратив при этом красочность, как иногда случается, когда переводят с греческого языка на латинский.
Оригинальный текст (фр.)Notre barque entra dans la rivière des Eaux-Douces. De hautes herbes, d’où s’envolaient çà et là des échassiers, bordaient cette embouchure, qui me rappelait un peu les derniers courants du Nil se jetant près de la mer dans le lac de Péluse. Mais, ici, la nature, plus calme, plus verte, plus septentrionale, traduisait les magnificences du Delta d’Égypte, à peu près comme le latin traduit le grec… en l’affaiblissant.